# Бадиев, Александр Алексеевич
Александр Алексеевич Бадиев — советский хозяйственный, государственный и политический деятель.

## Биография
Родился в 1925 году в Нукутах. Член КПСС.
Участник Великой Отечественной войны. С 1946 года — на хозяйственной, общественной и политической работе. В 1946—1987 гг. — учитель семилетней школы, студент Свердловского юридического института, прокурор Селенгинского и Баргузинского районов, на советской и партийной работе в Бурятской АССР, секретарь Бурятского обкома КПСС по агитации и пропаганде, председатель Президиума Верховного Совета Бурятской АССР.
Избирался депутатом Верховного Совета РСФСР 11-го созыва.
Умер 17 декабря 1995 года в Улан-Удэ.